# Каблиц, Иосиф Иванович
Ка́блиц, Ио́сиф Ива́нович (30 июня (12 июля) 1848 — 4 (16) октября 1893) — российский революционер-народник, затем публицист в легальной прессе (литературный псевдоним И. Ю́зов).

## Биография
Происходил из дворян Ковенской губернии; лютеранского вероисповедания.
Учился в Киевской гимназии, затем (в 1866, 1868—1869 и 1871—1872) — на юридическом факультете Киевского университета (несколько раз исключался за неуплату взносов за обучение).
С начала 1870-х годов был революционным народником, участвовал в деятельности анархистских кружков, в 1874 году сформировал свой кружок «вспышкопускателей» в Санкт-Петербурге, участвовал в хождении в народ.
С 1878 года Каблиц перешёл на позиции либерального народничества, был сотрудником журнала «Слово», газеты «Неделя». В своей главной книге «Основы народничества» (1882) Каблиц выступал против ломки вековых устоев русской хозяйственной жизни, считая западный капитализм выражением регресса человечества, который должен быть преодолен. Он писал, что русская интеллигенция воспользовалась бы политической властью, если бы получила её, исключительно ради своих эгоистических целей. По его мнению, царское правительство без всякого посредства либерализма могло бы перейти к народной политике, воспользовавшись непреодолимым стремлением крестьян к сближению с царской властью при помощи выборных ходоков.
Последние годы своей жизни Каблиц служил в Государственном контроле. Умер в 1893 году. Похоронен на Литераторских мостках.
С. А. Венгеров в «Очерках по истории русской литературы» писал, что публицисты «Недели», и, прежде всего — Каблиц, сделали из деревни фетиш, «в честь которого готовы были пожертвовать всеми завоеваниями культуры».

## Сочинения
- Русские диссиденты: Староверы и духовные христиане. — СПб., 1881;
- Интеллигенция и народ в общественной жизни России. — СПб., 1886;
  - Интеллигенция и народ в общественной жизни России. — Изд. 2-е. — М.: URSS : Ленанд, 2016. — 303 с. — ISBN 978-5-9710-2803-1. — (Из наследия мировой политологии; № 46);
- Основы народничества; Интеллигенция и народ в общественной жизни России // Основы народничества. Ч. 1-2. — СПб., 1888—1893.